# Quis (Irão)

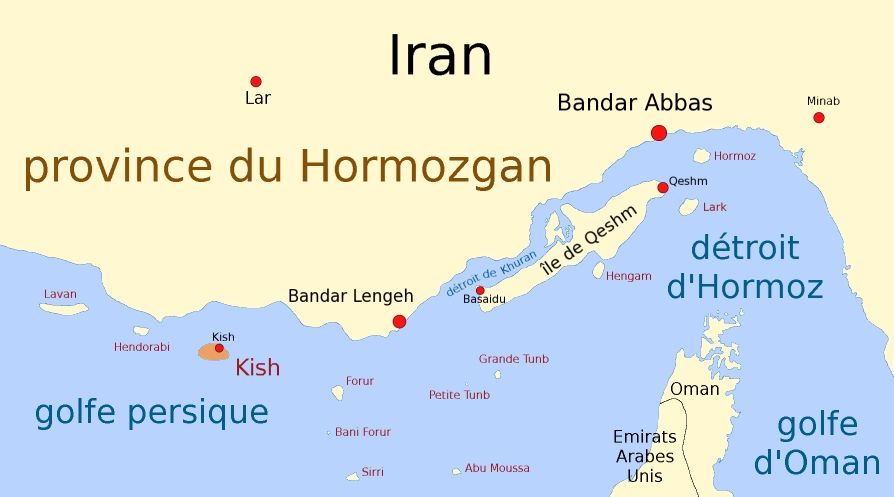
Localização de Quis

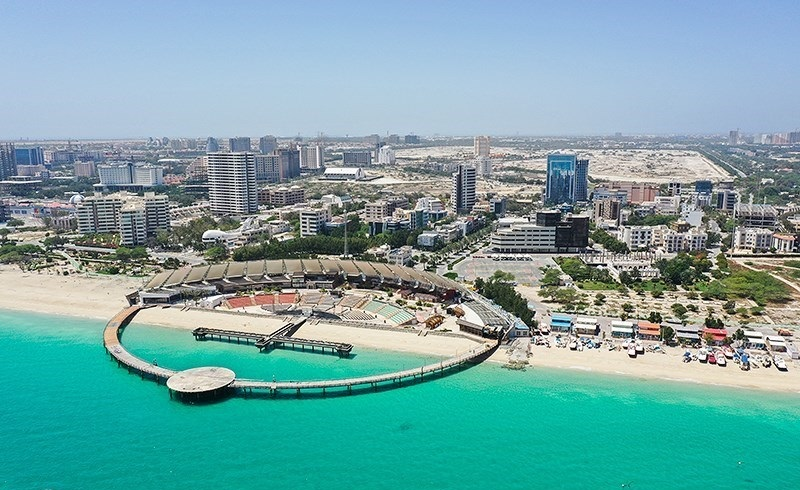

Quis ou Quixe (em persa: کیش; romaniz.: Kish) é uma ilha do Irão e uma cidade no Golfo Pérsico (26° 32′ N, 53° 58′ L), na província de Hormusgão. Com o estatuto de zona franca, a ilha é tida como um paraíso para os consumidores e tem muitos centros comerciais, lojas, atracções turísticas e actividades de recreio.
Tem cerca de 150.000 habitantes e 1.500.000 de visitantes por ano.